# Taichang
 Keizer Taichang (28 augustus 1582 – 26 september 1620) was de 14e keizer van China gedurende de Ming-dynastie. Hij werd geboren als Zhu Changluo (Zh: 朱常洛), de oudste zoon van keizer Wanli. Hij volgde zijn vader op in 1620, maar stierf zelf nog geen maand na zijn troonsbestijging. Hij werd opgevolgd door zijn zoon Tianqi.
De naam van zijn tijdperk betekent “grote voorspoed”.

## Biografie
Zhu Changluo werd geboren in het tiende jaar van Wanli’s regeerperiode.  Zijn moeder, Dowager Xiaojing, was echter niet een van de favoriete concubines van de keizer. Na zijn geboorte werd Zhu Changluo door zijn vader grotendeels genegeerd, ondanks dat hij volgens de wetten van de Ming-dynastie het eerste recht had op de troon.
Zhu Changluo was gedurende het grootste deel van zijn leven zijn positie als toekomstige keizer niet zeker. Wanli zag liever zijn jongere zoon Zhu Changxun op de troon belanden na zijn dood. Deze keuze viel echter niet goed aan het hof. Deze onenigheid was mogelijk de reden dat Wanli zich meer en meer terugtrok uit het besturen van het land.
Zhu Changluo kreeg geen vaste leraar toegewezen, noch kreeg hij de vaste confusische opleiding. Hij begon pas op zijn 13e met zijn studie; relatief laat voor een prins uit de Ming-dynastie. In 1601 zwichtte keizer Wanli onder druk van zijn ministers en hofhouding en maakte Zhu Changluo officieel tot kroonprins. In 1615 ontsnapte Zhu Changluo aan een aanslag op zijn leven toen een man genaamd Zhang Chai, enkel gewapend met een houten staf, zijn kamer binnen wist te dringen.  Zhang Chai beweerde na zijn arrestatie dat hij onderdeel uitmaakte van een complot van twee eunuchs om de kroonprins uit de weg te ruimen. Zij zouden op hun beurt bevel hiervoor hebben gekregen van Zheng, de favoriete concubine van de keizer.
Op 28 augustus 1620, 10 dagen na de dood van zijn vader, betrad Zhu Chanluo de troon. Hij nam de naam Tai-Chang aan. De eerste dagen van zijn regeerperiode verliepen voorspoedig. Hij liet administratieve posities die tijdens Wanli’s periode vacant waren gebleven eindelijk opvullen. 
10 dagen na zijn kroning werd Taichang echter zwaar ziek. Hij stierf een maand na zijn kroning. 
Het nieuws van Taichang’s dood kwam als een schok, vooral omdat hij maar zo kort geregeerd had en voor zijn troonsbestijging nog gezond leek te zijn. Dit leidde tot veel geruchten dat zijn ziekte geen natuurlijke oorzaak zou hebben gehad. 